# Anders Kraupp
Anders Kraupp (* 3. September 1959 in Stockholm) ist ein schwedischer Curler.
Kraupp gewann die Curling-Europameisterschaft 2001. Die Silbermedaille gewann er 2005.
Die Curling-Weltmeisterschaft konnte Kraupp bereits zweimal gewinnen. Als Sieger verließ er 2001 und 2004 die Eisfläche.
Als Ersatzspieler nahm Kraupp an den Olympischen Winterspielen 2002 in Salt Lake City und den Olympischen Winterspielen 2006 in Turin teil. Die Mannschaft belegte 2002 den vierten Platz und 2006 den achten Platz.